# San Rafael de Onoto (município)
San Rafael de Onoto é um município da Venezuela localizado no estado de Portuguesa.
A capital do município é a cidade de San Rafael de Onoto.